# Muntrilj
 Muntrilj  (olaszul: Montreo) falu Horvátországban, Isztria megyében. Közigazgatásilag Tinjanhoz tartozik.

## Fekvése
Az Isztria középső részén, Pazintól 12 km-re nyugatra, községközpontjától 5 km-re északnyugatra húzódó sziklás hegyvidéken fekszik.

## Története
A középkorban a Velencei Köztársaság része volt. Területén a 16. századig  nincs nyoma az emberi életnek, ekkor azonban a velenceiek két nagyobb hullámban 1525-ben és 1539-ben Dalmáciából a török hódítás elől menekülő horvátokat telepítettek ide. A 17. és a 18. században a település a pazini grófság határának közelében volt ezért gyakran volt összetűzések és pusztítás színtere. A településnek 1857-ben 458, 1910-ben 260 lakosa volt. Az első világháború után a rapallói szerződés értelmében Isztria az Olasz Királysághoz került. A második világháború után Jugoszlávia része lett. Jugoszlávia felbomlása után 1991-ben a független Horvátország része lett. 2011-ben a falunak 76 lakosa volt. Lakói hagyományosan mezőgazdasággal és állattenyésztéssel foglalkoznak.

## Nevezetességei
Szent Rókus tiszteletére szentelt temploma a település nyugati széllén áll. A templomot 1844-ben építették, 1868-ban bővítették. Egyhajós épület, 1890-ben emelt 21 méter magas harangtornya a déli oldalon áll. Főoltárát több említésre méltó szobor díszíti. A templom északi oldalán temető található. Anyakönyveinek tanúsága szerint papjai egészen a 19. századig az ősi glagolita betűs horvát írást használták.

## Lakosság
| Lakosság változása | Lakosság változása | Lakosság változása | Lakosság változása | Lakosság változása | Lakosság változása | Lakosság változása | Lakosság változása | Lakosság változása | Lakosság változása | Lakosság változása | Lakosság változása | Lakosság változása | Lakosság változása | Lakosság változása | Lakosság változása |
| ------------------ | ------------------ | ------------------ | ------------------ | ------------------ | ------------------ | ------------------ | ------------------ | ------------------ | ------------------ | ------------------ | ------------------ | ------------------ | ------------------ | ------------------ | ------------------ |
| 1857               | 1869               | 1880               | 1890               | 1900               | 1910               | 1921               | 1931               | 1948               | 1953               | 1961               | 1971               | 1981               | 1991               | 2001               | 2011               |
| 458                | 474                | 179                | 210                | 207                | 260                | 770                | 782                | 290                | 278                | 221                | 193                | 115                | 95                 | 86                 | 76                 |